# کا-۵ (موشک)
کالینینگراد کا-۵ (نام اختصاص داده شده ناتو AA-1 Alkali)، که به عنوان آر. اس-۱ یو (مخفف: موشک هدایت شونده شماره یک) (روسی: реактивный снаряд первый управляемый РС-1У) یا ShM نیز شناخته می‌شود، یک موشک هوا به هوای اولیه ساخت اتحاد جماهیر شوروی بود.

## تاریخچه
توسعه کا-۵ در سال ۱۹۵۱ آغاز شده و اولین شلیک آزمایشی این موشک در سال ۱۹۵۳ به انجام رسید. نمونه موشک توسط جنگنده یاکوولف یاک-۲۵ آزمایش شد، ولی به صورت عملیاتی مورد استفاده قرار نگرفت. این جنگ‌افزار با نام گروشین/توماشویچ آراس-۲ یو (روسی: Грушин/Томашевич РС-2У) در سال ۱۹۵۷ وارد خدمت شد، (همچنین با نام‌های آر-۵ اس یا کا-۵ اس نیز شناخته می‌شود).
گونه اولیه این موشک با رادار ارپی-۲ یو (ایزومرود ۲) (روسی: РП-2У «Изумруд-2»»)که بروی جنگنده‌های میگ-۱۷ آرپی یو و میگ-۱۹ پی ام نصب شده بود، تطابق داشت. گونه ارتقا یافته کا-۵-ام یا آراس-۲ یو اس (نام اختصاصی در نیروی دفاع هوایی شوروی) که در سال ۱۹۵۹ وارد خدمت شد با رادار آرپی-۹/آرپی-۹ یو (سافیر) تطابق داشت که بروی سوخو-۹ نصب شده بود. جمهوری خلق چین یک نسخه از این موشک را با نام پی ال-۱ را برای استفاده توسط جنگنده‌های جی-۶ بی خود تولید نمود.
مشکلات مربوط به هدایت پرتو سواری LOSBR، به ویژه در هواپیماهای جنگنده تک سرنشین، قابل توجه بود و کا-۵ را در درجه اول به یک موشک ضد بمب افکن کوتاه برد تبدیل نمود. در حدود سال ۱۹۶۷ کا-۵ با کا-۵۵ (آر-۵۵) جایگزین شد، که جستجوگر پرتو سواری آن با جستجوگر راداری نیمه فعال SARH یا جستجوگرهای فروسرخ معادل با موشک کا-۲۳ (ای ای-۲ آتول) جایگزین شد. این موشک ۷٫۸ کیلوگرم (۱۷ پوند) از کا-۵ سنگین تر بود، اما دارای سرجنگی کوچکتری به وزن ۹٫۱ کیلوگرمی (۲۰ پوند) بود. کا-۵۵ تا حدود سال ۱۹۷۷ در خدمت باقی ماند و احتمالاً با آخرین رهگیر سوخو-۹ بازنشسته شد.

## مشخصات (آراس-۲ یو اس / کا-۵ ام اس)
- طول: ۲٬۵۰۰ میلیمتر (۸ فوت ۲ اینچ)
- طول بال‌ها: ۶۵۴ میلیمتر (۲ فوت ۱٫۷ اینچ)
- قطر: ۲۰۰ میلیمتر (۷ ۷⁄۸ اینچ)
- وزن پرتاب: ۸۲٫۷ کیلوگرم (۱۸۲ پوند)
- سرعت: 800 m/s (۲٬۸۸۰ کیلومتر بر ساعت (۱٬۷۹۰ مایل بر ساعت))
- برد: ۲–۶ کیلومتر (۱ ۱⁄۴–۳ ۳⁄۴ مایل)
- هدایت: پرتو سواری LOSBR
- سرجنگی: ۱۳٫۰ کیلوگرم (۲۸٫۷ پوند)

## کاربران

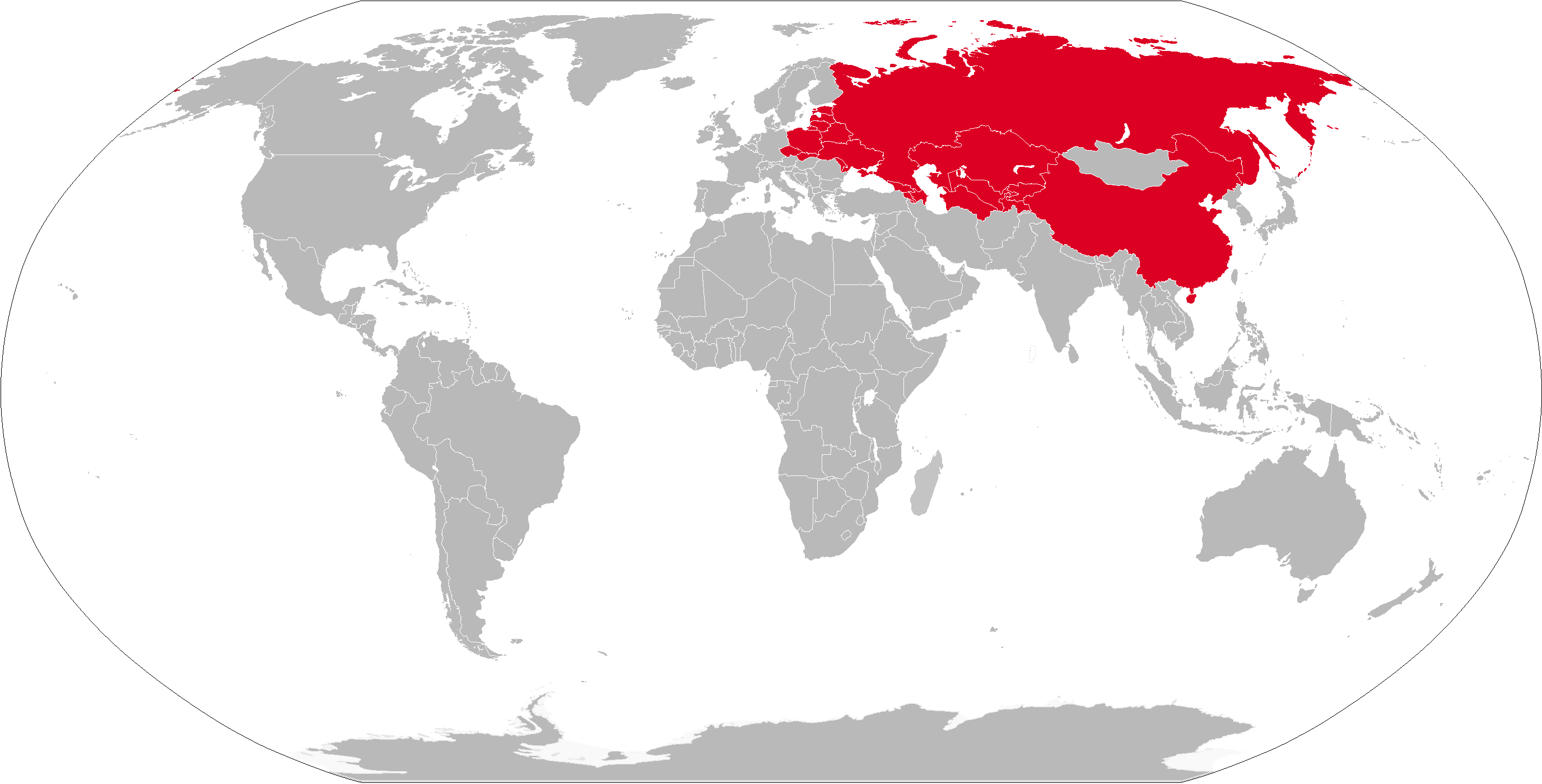
کاربران سابق موشک کا-۵ به رنگ قرمز نمایش داده شده‌اند

### کاربر فعلی
کره شمالیبروی جنگنده‌های میگ-۲۱ پی اف ام مورد استفاده قرار می‌گیرد.

### کاربران قبلی
شوروینیروی هوایی شوروی و نیروی دفاع هوایی شوروی هر دو از موشک‌های کا-۵ استفاده می تمودند.
 چیننیروی هوایی ارتش آزادی‌بخش خلق از نمونه تولید شده تحت امتیاز در چین به نام پی ال-۱ استفاده می‌نمود (پی ال مخفف کلمه‌های پی لی و به معنای صاعقه به زبان چینی است).
 چکسلواکینیروی هوایی خلق چکسلواکی دو گونه آراس-۲ یو و آراس-۲ یو اس را در اختیار داشت.
 مجارستاننیروی هوایی مجارستان از موشک‌های آراس-۲ یواس برای جنگنده میگ-۱۹ پی ام، میگ-۲۱ پی اف و میگ-۲۱ ام اف استفاده می‌نمود.
 مالینیروی هوایی مالی
 لهستاننیروی هوایی لهستان از موشک آراس-۲ یو برای میگ-۱۷ پی ام، میگ-۱۹ پی ام و جنکنده‌های میگ-۲۱ خود استفاده می‌نمود، کماکان به عنوان هدف تمرینی کاربری دارند.
 رومانیاین موشک در سال ۱۹۸۴، با نام ای-۹۰ در الکترومکانیکا پلویشتی (رومانیایی: Electromecanica Ploiesti) در رومانی تولید شد.